# فايسنهورن
فايسنهورن (بالألمانية: Weißenhorn) هي بلدة ألمانية تقع في نوي-أولم في ألمانيا. يقدر عدد سكانها بـ 13,217 نسمة .

## المدن التوأمة
مدينة Villecresnes هي مدينة توأمة لفايسنهورن.

## أعلام
- سيباستيان سيلر